# Bánfa
Bánfa es un pueblo ubicado en el condado de Baranya, Hungría.

## Superficie
Posee una superficie de 12,06 kilómetros cuadrados.

## Demografía
Hasta 2021 la población era de 201 habitantes, con una densidad de población de 16,66 habitantes por kilómetro cuadrado.